# く
く en hiragana ou ク en katakana sont deux kanas, caractères japonais qui représentent la même more. Ils sont prononcés /kɯ/ et occupent la 8e place de leur syllabaire respectif, entre き et け.

## Origine
Le hiragana く et le katakana ク proviennent, via les man'yōgana, du kanji 久.

## Diacritiques
く et ク peuvent être diacrités pour former ぐ et グ et représenter le son /gɯ/.

## Romanisation
Selon les systèmes de romanisation Hepburn, Kunrei et Nihon, く et ク se romanisent en « ku » et ぐ et グ en « gu ».

## Tracé
Le hiragana く s'écrit en un seul trait.

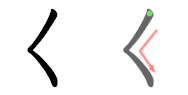
Ordre des traits pour く

1. Trait débutant par une diagonale de haut en bas et de droite à gauche, changeant de direction à mi-parcours pour se diriger de gauche à droite.

Le katakana ク s'écrit en deux traits.

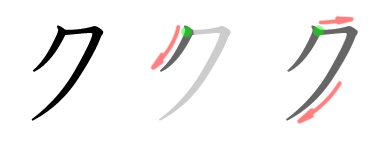
Ordre des traits pour ク

1. Trait diagonal, de droite à gauche.
2. Trait horizontal, de gauche à droite, coupant le premier et se terminant par une diagonale droite à gauche.

## Représentation informatique
- Unicode[1],[2] :
  - く : U+304F
  - ク : U+30AF
  - ぐ : U+3050
  - グ : U+30B0